# Raïon de Sarapoul
Le raïon de Sarapoul (russe : Сара́пульский район, Sarapulski raion; oudmourte : Сарапул ёрос, Sarapul joros) est un raïon de la république d'Oudmourtie en Russie,.

## Présentation
La superficie du raïon de Sarapoul est de 1 970,2 km2.
Le raïon de Sarapoul est situé dans la partie sud-est de l'Oudmourtie.
Il borde le raïon de Kambarka au sud-est, le raïon de Karakoulino au sud, le raïon de Kiyasovo et le raïon de Malaïa Pourga à l'ouest, le raïon de Zavyalovo au nord, le kraï de Perm à l'est et le Tatarstan au sud-ouest.
Environ 26% de la superficie est forestière[3].
Le raïon est traversé par la rivière Kama.
Le pétrole, la tourbe, le sable, le gravier et l'argile sont extraits du sous sol.
Le raïon comprend 17 communes rurales : Devyatovo, Doulesovo, Yourino, Kigbayevo, Mazuunino, Mostovoïe, Netchkino, Oktyabrski, Olenye Boloto, Chadrino, Severnyi, Chevyrjalovo, Sigayevo, Sokolovka, Tarasovo, Ouralski et Oust-Sarapoulka.
Le centre administratif est le village de Sigayevo.
Près de 76,1 % des habitants sont russes, 12,3 % sont oudmourtes, 5,4 % sont tatars et 2,1 % sont maris.
Le raïon fournit de l'huile et de la tourbe. En outre, il abrite des industries mécaniques et agroalimentaires. L'agriculture est axée sur la production de lait et de viande, ainsi que sur la culture de céréales, de légumes et de pommes de terre.
Sigayevo est desservi par la Р322,.

## Démographie
La population du raïon de Sarapoul a évolué comme suit:
| 1959   | 1970   | 1979   | 1989   | 2002   |
| ------ | ------ | ------ | ------ | ------ |
| 26 333 | 25 990 | 22 646 | 25 842 | 24 215 |

| 2009   | 2015   | 2019   | 2021   | - |
| ------ | ------ | ------ | ------ | - |
| 23 575 | 24 181 | 23 984 | 23 842 | - |

## Galerie

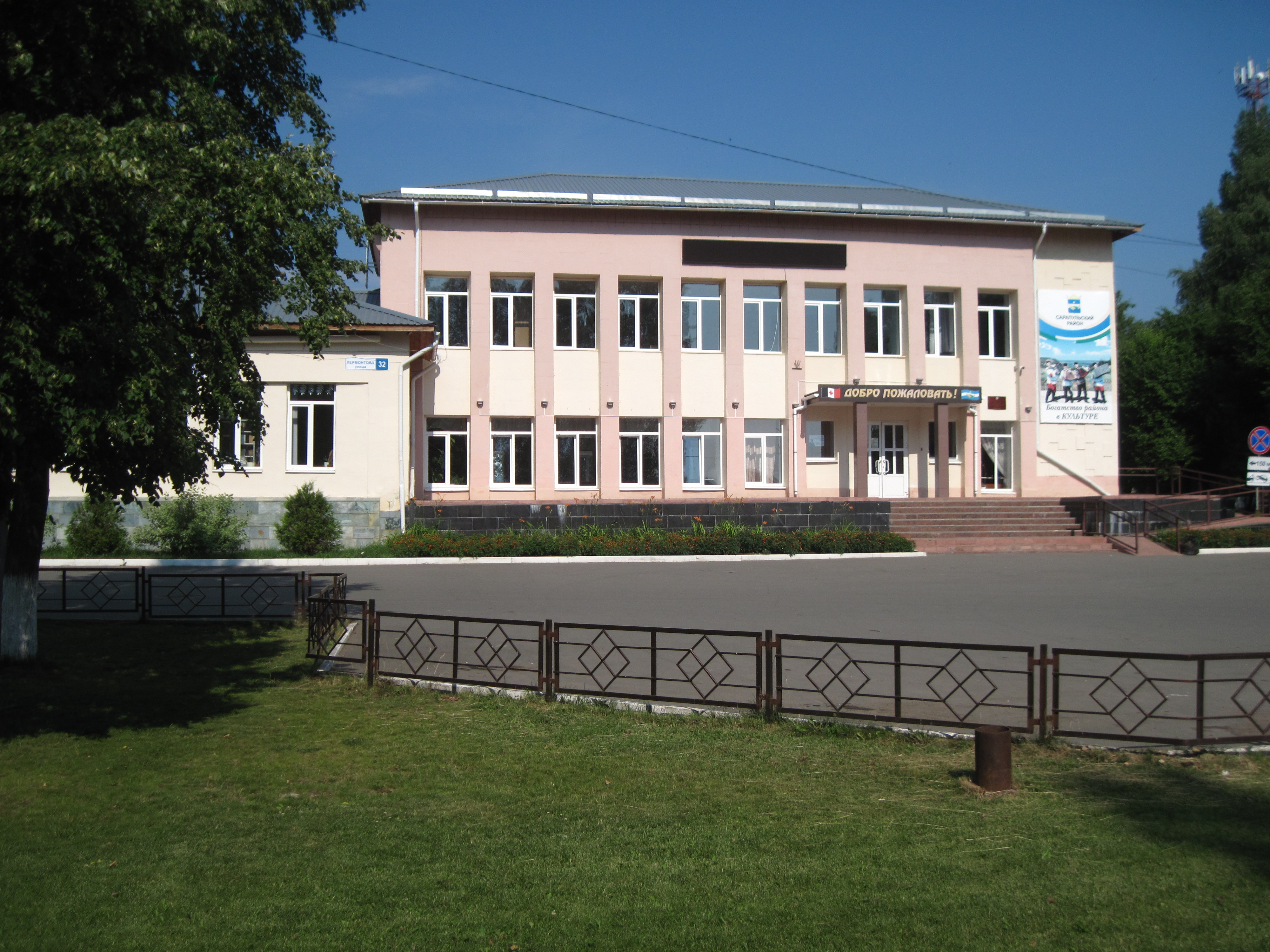
Maison de la culture "Spektr".
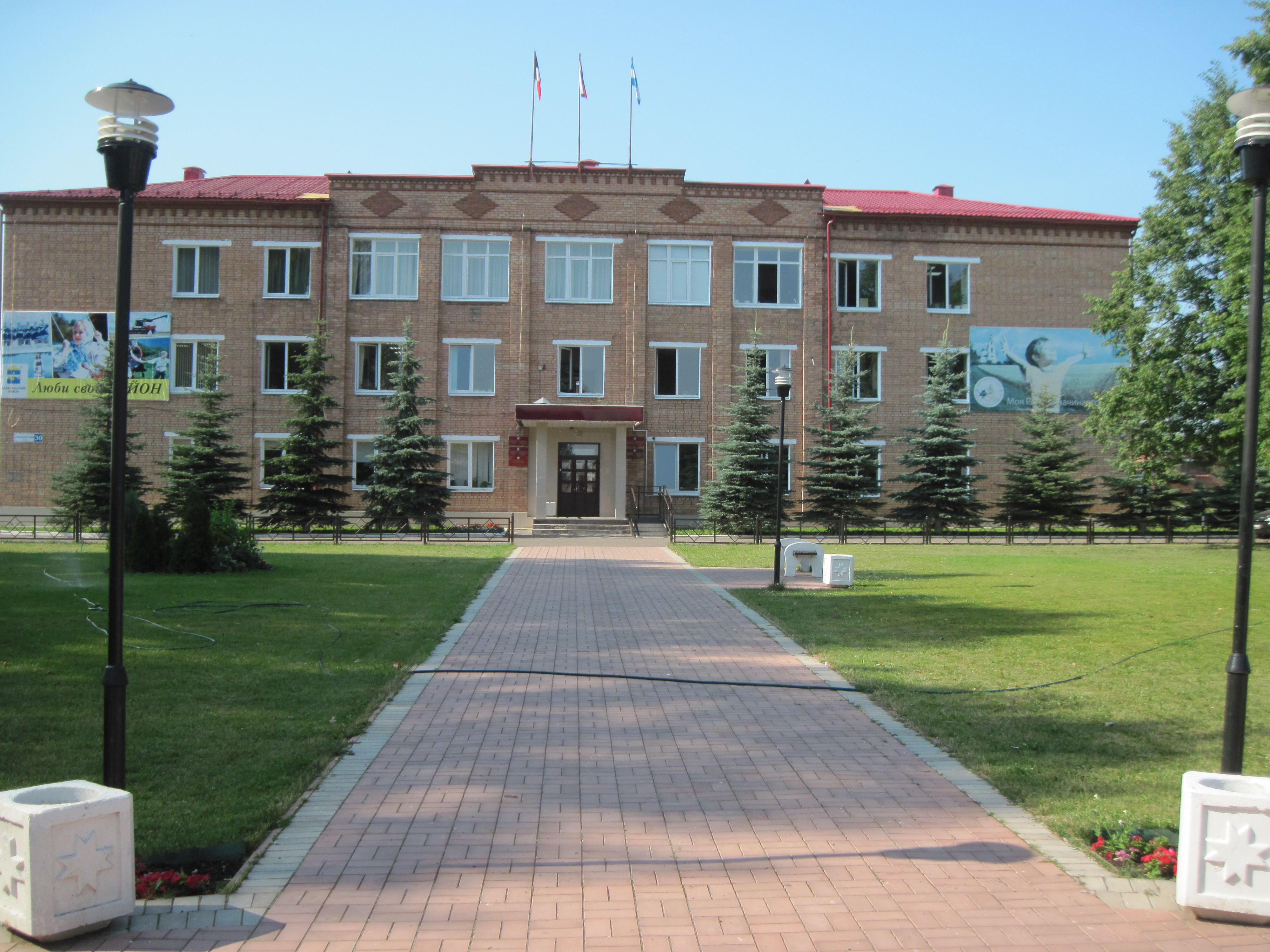
Administration du raïon.
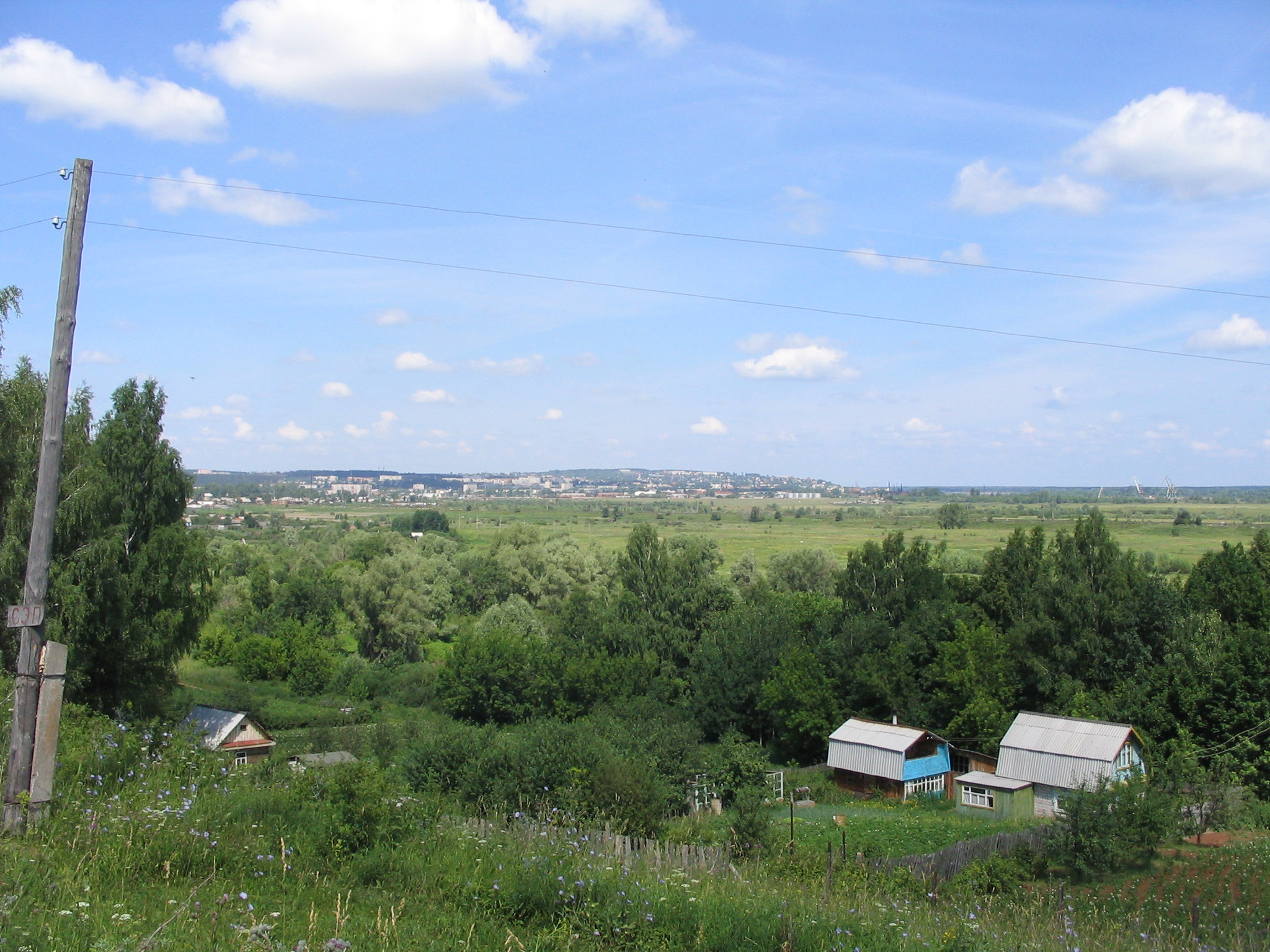
Village de Iouchkovo.